# عنکبوت‌های زمینی‌باف کوتوله
عنکبوت‌های زمینی‌باف کوتوله (نام علمی: Ochyroceratidae) نام یک تیره از راسته عنکبوت است.